# Shawn Bates
Shawn Bates (né le 3 avril 1975 à Melrose dans l'État du Massachusetts aux États-Unis) est un joueur professionnel américain de hockey sur glace. Il évoluait au poste de centre.

## Biographie
Bates est repêché par les Bruins de Boston au 103e rang lors du quatrième tour du repêchage d'entrée dans la LNH 1993 avant de rejoindre l'Université de Boston en jouant pour l'équipe de hockey des Terriers pour les quatre saisons suivantes. Il a participé au championnat du monde junior de 1995 avec l'équipe des États-Unis, tournoi où son équipe finit cinquième.
Il devient professionnel en 1997. Après quatre saisons à jouer entre les Bruins de Boston dans la Ligue nationale de hockey et les Bruins de Providence de la Ligue américaine de hockey, il signe comme agent libre avec les Islanders de New York en juillet 2001. C'est à sa première saison avec les Islanders qu'il réalise sa meilleure saison offensive dans la LNH avec une récolte de 52 points (17 buts et 35 aides).
Il manque presque toute la saison 2007-2008 à cause de blessures à l'abdomen puis à la hanche et ne joue que deux matchs. Après cette saison, les Islanders rachètent son contrat et Bates devient agent libre. 
Sans contrat dans la LNH, il décide de partir en Finlande en signant avec le HIFK. La saison suivante, il s'aligne avec le EC Klagenfurt AC au championnat d'Autriche. Durant cette même saison, il quitte l'équipe et retourne en Amérique du Nord lorsqu'il accepte un contrat avec les Monarchs de Manchester dans la LAH. Au bout de 10 matchs, il est libéré de son contrat avec les Monarchs.

## Statistiques

### En club
| Saison     | Équipe                     | Ligue      |     | Saison régulière | Saison régulière | Saison régulière | Saison régulière | Saison régulière |   | Séries éliminatoires | Séries éliminatoires | Séries éliminatoires | Séries éliminatoires | Séries éliminatoires |
| Saison     | Équipe                     | Ligue      | PJ  | B                | A                | Pts              | Pun              | PJ               | B | A                    | Pts                  | Pun                  |                      |                      |
| 1993-1994  | Université de Boston       | H. East    | 41  | 10               | 19               | 29               | 24               | -                | - | -                    | -                    | -                    |                      |                      |
| 1994-1995  | Université de Boston       | H. East    | 38  | 18               | 12               | 30               | 48               | -                | - | -                    | -                    | -                    |                      |                      |
| 1995-1996  | Université de Boston       | H. East    | 40  | 28               | 22               | 50               | 54               | -                | - | -                    | -                    | -                    |                      |                      |
| 1996-1997  | Université de Boston       | H. East    | 41  | 17               | 18               | 35               | 64               | -                | - | -                    | -                    | -                    |                      |                      |
| 1997-1998  | Bruins de Providence       | LAH        | 50  | 15               | 19               | 34               | 22               | -                | - | -                    | -                    | -                    |                      |                      |
| 1997-1998  | Bruins de Boston           | LNH        | 13  | 2                | 0                | 2                | 2                | -                | - | -                    | -                    | -                    |                      |                      |
| 1998-1999  | Bruins de Providence       | LAH        | 37  | 25               | 21               | 46               | 39               | -                | - | -                    | -                    | -                    |                      |                      |
| 1998-1999  | Bruins de Boston           | LNH        | 33  | 5                | 4                | 9                | 2                | 12               | 0 | 0                    | 0                    | 4                    |                      |                      |
| 1999-2000  | Bruins de Boston           | LNH        | 44  | 5                | 7                | 12               | 14               | -                | - | -                    | -                    | -                    |                      |                      |
| 2000-2001  | Bruins de Providence       | LAH        | 11  | 5                | 8                | 13               | 12               | 8                | 2 | 6                    | 8                    | 8                    |                      |                      |
| 2000-2001  | Bruins de Boston           | LNH        | 45  | 2                | 3                | 5                | 26               | -                | - | -                    | -                    | -                    |                      |                      |
| 2001-2002  | Islanders de New York      | LNH        | 71  | 17               | 35               | 52               | 30               | 7                | 2 | 4                    | 6                    | 11                   |                      |                      |
| 2002-2003  | Islanders de New York      | LNH        | 74  | 13               | 29               | 42               | 52               | 5                | 1 | 0                    | 1                    | 0                    |                      |                      |
| 2003-2004  | Islanders de New York      | LNH        | 69  | 9                | 23               | 32               | 46               | 5                | 0 | 0                    | 0                    | 4                    |                      |                      |
| 2005-2006  | Islanders de New York      | LNH        | 66  | 15               | 19               | 34               | 60               | -                | - | -                    | -                    | -                    |                      |                      |
| 2006-2007  | Islanders de New York      | LNH        | 48  | 4                | 6                | 10               | 34               | -                | - | -                    | -                    | -                    |                      |                      |
| 2007-2008  | Islanders de New York      | LNH        | 2   | 0                | 0                | 0                | 0                | -                | - | -                    | -                    | -                    |                      |                      |
| 2007-2008  | Sound Tigers de Bridgeport | LAH        | 3   | 2                | 0                | 2                | 6                | -                | - | -                    | -                    | -                    |                      |                      |
| 2008-2009  | HIFK                       | SM-liiga   | 20  | 5                | 16               | 21               | 20               | -                | - | -                    | -                    | -                    |                      |                      |
| 2009-2010  | EC Klagenfurt AC           | EBEL       | 6   | 0                | 3                | 3                | 12               | -                | - | -                    | -                    | -                    |                      |                      |
| 2009-2010  | Monarchs de Manchester     | LAH        | 10  | 0                | 1                | 1                | 8                | -                | - | -                    | -                    | -                    |                      |                      |
| Totaux LNH | Totaux LNH                 | Totaux LNH | 465 | 72               | 126              | 198              | 266              | 29               | 3 | 4                    | 7                    | 19                   |                      |                      |

### En équipe nationale
| Année | Compétition                 |   | PJ | B | A | Pts | Pun      |  | Résultat |
| 1995  | Championnat du monde junior | 7 | 5  | 1 | 6 | 2   | 5e place |  |          |